# Адрасман
Адрасма́н (тадж. Адрасмон; перс. ادرسمان‎) — посёлок городского типа в Согдийской области Республики Таджикистан, подчинённый администрации города Гулистон. По данным переписи на 1 января 2022 года население посёлка городского типа составляет 9900 человек.
Посёлок расположен на юго-западных склонах Кураминского хребта, его название происходит от растения адраспан (гармала обыкновенная или могильник).
Посёлок был основан 26.03.1941 г., как поселение для геологов, ведущих поиск полезных ископаемых (основное направление геоизысканий — урановые руды). Постановлением ГКО 7102 сс/ов от 8 декабря 1944 года Наркомцветмет был обязан не позднее 1 января 1945 г. передать НКВД СССР урановые рудники и месторождения урановых руд, среди которых был и Адрасман.
6 января 1945 года нарком Л. П. Берия подписал приказ НКВД № 007 «О мероприятиях по обеспечению развития, добычи и переработки урановых руд», согласно которому на Главное управление лагерей горно-металлургических предприятий НКВД возлагалась, среди прочего, разведка уранового месторождения Адрасман, добыча и переработка урановых руд из него, строительство и эксплуатация рудников и обогатительных фабрик на месторождении а также строительство и эксплуатация заводов по переработке урановых руд и концентратов. С выполнением этого приказа и начинал строиться посёлок.
Основными бюджетообразующими предприятиями поселка являлись:
- Адрасманский горно-обогатительный комбинат (прекративший деятельность после распада СССР и вновь возобновивший добычу и переработку руд после приватизации «Казинвест-Минерал» 17 июля 2006 года), который специализируется на добыче свинцовой руды и её переработке на обогатительной фабрике с получением свинцово-серебряного концентрата. С 2013 года комбинат остановил свою деятельность и был объявлен банкротом.[5]
- Адрасманский завод низковольтной аппаратуры, выпускавший светотехническое и низковольтное оборудование, не работает с 1995 года.

## Население
| 2019  | 2020  | 2021 | 2022 |
| ----- | ----- | ---- | ---- |
| 15500 | 15800 | 9800 | 9900 |